# Бен Трбојевић
Бен Трбојевић (енгл. Ben Trbojevic; 1. август 2001) професионални је аустралијски рагбиста српскога порекла, који тренутно игра рагби 13 за Менли Воринго Си иглсе у НРЛ-у.  

## Биографија
Родио се у држави Нови Јужни Велс. Има три брата Луку, Џејка и Тома.

### Рагби 13 каријера
Игра у дијагонали, на позицији центра, или у скраму у другој линији. 
2021. је дебитовао за Менли Воринго Си иглсе у 12. колу НРЛ-а, против Њукасл најтса.
2022. је забио два есеја и забележио једну асистенцију у утакмици против Вестс тајгерса.
2023. је одиграо 12 утакмица, а остатак сезоне је пропустио због повреде задње ложе.
2024. је одиграо 21 утакмицу за Менли Воринго Си иглсе.

## Видео снимци
Бен Трбојевић - најбољи потези
https://www.youtube.com/watch?v=kEkgKwVsVCA